# Simeone Metafraste
Simeone Metafraste (... – 987 circa) è stato uno scrittore e agiografo bizantino del X secolo.

## Biografia
Tra le pochissime circostanze che si conoscono della sua vita si sa che seguì la carriera amministrativa e che fu logoteta, sotto gli imperatori Niceforo Foca, Giovanni Tzimisce e Basilio II: sembra che, verso la fine della vita, sia divenuto monaco.
La sua produzione letteraria comprende alcune poesie di carattere vario, canoni liturgici, florilegi di carattere ascetico dai santi Basilio il Grande (detto l'Egiziano), Giovanni Crisostomo, Macario, preghiere in prosa e in versi, lettere e forse anche un compendio di canoni.
La sua opera principale è però la revisione del Menologio, per cui va considerato come uno dei massimi rappresentanti dell'agiografia bizantina: si tratta di 148 biografie di santi, in cui si può distinguere un primo gruppo, assai esiguo, di testi antichi riportati letteralmente, e un secondo gruppo, anche questo piuttosto modesto, di agiografie composte dallo stesso Metafraste, mentre per la maggior parte si tratta di biografie antiche da lui rielaborate stilisticamente. Questo Menologio divenne ufficiale nella Chiesa bizantina.

## Culto
La Chiesa ortodossa lo riconosce come santo e lo festeggia il 9 novembre.